# Johannes Maria Trilaksyanta Pujasumarta
Johannes Maria Trilaksyanta Pujasumarta (Surakarta, 27 de dezembro de 1949 - Semarang, 10 de novembro de 2015) foi um clérigo indonésio e arcebispo católico romano de Semarang.
Johannes Pujasumarta foi ordenado sacerdote em 25 de junho de 1977.
Papa Bento XVI nomeou-o bispo de Bandung em 17 de maio de 2008. O Arcebispo de Jacarta, cardeal Julius Riyadi Darmaatmadja SJ, o consagrou em 16 de julho do mesmo ano; Os co-consagradores foram Leopoldo Girelli, Núncio Apostólico na Indonésia e Timor Leste, e Ignatius Suharyo Hardjoatmodjo, Arcebispo de Semarang e Bispo Militar da Indonésia.
Em 12 de novembro de 2010 foi por Bento XVI nomeado arcebispo de Semarang com posse em 7 de janeiro do próximo ano.
Ele morreu em um hospital em Semarang em 10 de novembro de 2015..